# Bulle
 Denne artikel omhandler et metalsegl. Opslagsordet har også en anden betydning, se Bulle (Fribourg).
Bulle er oprindelig betegnelsen for det blysegl, det er fastgjort til dokumenter, men ordet bruges også om den kapsel, der beskytter sådan et segl, og endelig bruges det om hele dokumentet, som bærer seglet. I det mindste fra midten af 500-tallet blev denne type segl brugt af paverne. Senere anvendte karolingerne i Frankrig og Tyskland segl af bly, undertiden af guld, og nu og da udstyrede man også senere særligt højtidelige kongebreve med guldsegl. Deraf kommer betegnelsen gyldne bulle.
Siden det 15. århundrede er navnet "bulle" forbeholdt pavelige breve med blysegl. De indledes altid med en fast formular:
[Pavens navn] episcopus, (= "Pavens navn, biskop,")
servus servorum Dei (= "Guds tjeneres tjener")
[modtagerens navn] (modtagers navn)
salutem et benedictionem apostolicam (= "med hilsen og apostolisk velsignelse")

## Buller i Middelalderen
Mest bruges ordet bulle om pavebreve, der var forsynet med blysegl. Det pavelige kancelli har dog aldrig brugt betegnelsen. Pavens buller var oprindelig åbne blade af papyrus eller fra det 7. århundrede ruller af pergament. Sproget var altid latin, og kun til de unerede grækere udstedte man buller på græsk. Formularerne blev efterhånden faste, og fra Gregor den Stores tid betegner paverne sig således ved titlen Episcopus, servus servorum Dei (biskop, Guds tjeneres tjener). Det var særlig Leo 9., Urban 2. og Innocens 3., der udviklede det pavelige kancellivæsen og dermed udstedelsen af buller. De pavelige blybuller bar oprindelig blot pavens navn og to kors, men fra Paschalis 2.s tid (1099-1118) bar blybullens forside billeder af apostlene Peters og Paulus' hoveder, indtil man i 1500-tallet ombyttede denne fremstilling med det pavelige våben. Fra Urban 2.s tid (1088-1099) udstedtes både store buller, som begyndte med meget stor skrift og sluttede med vidtløftig forbandelse af dem, der krænkede pavens bud. Disse buller var forsynede med sekretærens underskrift, pavens devise, senere også kardinalernes navne m.m., mens de små buller ikke havde store begyndelsesbogstaver og manglede underskrifter og udførlige slutningsformularer. De store buller fortrængtes i 1200-tallet mere og mere af de små, og disse deltes atter i Tituli, hvis indhold var nådesbevisninger, og som i det ydre kendes på de noget længere formler og de gule og røde silkesnore, som blyseglene hænger i, og Mandamenta, de øvrige pavebuller, med kortere formler og blyseglene hængende i hampesnor.

## Senere buller
Ved siden af bullerne brugte paverne fra midten af 1400-tallet mere og mere de lukkede og forseglede forsendelser af papir, der kaldes brever. Fra Innocens 3.s tid (1198-1216) samlede paverne deres buller i registre, Bullaria (plur. af Bullarium). Bullerne citeres efter deres begyndelsesord. Særlig berømte er Clericis laicos og Unam sanctam mod Filip 4. den Smukke (1296 og 1302), Exsurge Domine mod Martin Luther (1520), Dominus ac redemptor og Sollicitudo omnium om Jesuiterordenens ophævelse og genoprettelse (1773 og 1814), Ineffabilis om Jomfru Marias ubesmittede undfangelse (1854) og Pastor æternus om den pavelige ufejlbarhed (1870). Endelig må nævnes Skærtorsdags-bullen In coena Domini, den højtidelige bandlysning af ugudelige og kættere (f.eks. mod Henrik 4. 1102 og Frederik 2. 1227), der efterhånden kom til at omfatte alle kættere. Bandlysningsbullen (bandbulle) fik sin endelige skikkelse ved Urban 8. (1627), og den blev årlig oplæst som en fordømmelse af protestanterne, indtil den blev ophævet af Pius 9.